# Miastko
Miastko (Rummelsburg fino al 1945) è un comune urbano-rurale polacco del distretto di Bytów, nel voivodato della Pomerania.
Ricopre una superficie di 466,82 km² e nel 2004 contava 19 912 abitanti.